# San Antonio Magueyal
San Antonio Magueyal är en ort i Mexiko.   Den ligger i kommunen Ocozocoautla de Espinosa och delstaten Chiapas, i den sydöstra delen av landet, 700 km öster om huvudstaden Mexico City. San Antonio Magueyal ligger 918 meter över havet och antalet invånare är 106.
Terrängen runt San Antonio Magueyal är varierad. Runt San Antonio Magueyal är det ganska tätbefolkat, med 166 invånare per kvadratkilometer. Närmaste större samhälle är Ocozocoautla de Espinosa, 5,7 km nordväst om San Antonio Magueyal. I omgivningarna runt San Antonio Magueyal växer huvudsakligen savannskog.